# Brasero tipo teatro
El Brasero tipo teatro es tipo de cerámica ritual teotihuacana que se compone de dos partes, el recipiente que contiene las brasas y la tapa, en la parte superior están provistos de un ducto por el cual salía el humo del brasero. Realizado en arcilla, tiene dimensiones de 64 cm de altura, 34.2 cm de ancho y 24 cm de diámetro, corresponde al periodo clásico tardío y se conserva en la Sala Teotihuacán del Museo Nacional de Antropología de México.
Los componentes de bienes como los braseros tipo teatro se elaboraban en talleres situados en lugares cercanos a los conjuntos asociados a los gobernantes, ya que de ellos dependía su producción.